# Venčeslav Budin
Venčeslav Budin, slovenski zborovodja in prosvetni delavec, * 25. januar 1908, Miren, Primorje, Avstro-Ogrska, † 19. oktober 1979, Golnik, SR Slovenija, SFRJ.

## Življenje in delo
Ljudsko šolo je obiskoval v rojstnem kraju in Rečici (1914-22), obrtno-nadaljevalno šolo v rojstnem kraju (1922-24), glasbeni pouk pri E. Komelu v Gorici (1924-27). Kot trgovski pomočnik je služboval v Gorici in bil hkrati tajnik hranilnice in posojilnice v Mirnu (1931-43). Leta 1943 so ga fašisti odpeljali v delavni bataljon, tu je postal voditelj slovenskega pevskega zbora Coro dei militari sloveni. Po italijanski kpitulaciji se je vrnil v Miren in postal tajnik Krajevnega narodnoosvobodilnega odbora (1944-47), zatem upravnik Nabavno-prodajne zadruge v Biljah in Mirnu ter direktor Trgovskega podjetja Miren (1947-61), kasneje pa komercialni direktor podjetja Goriška (1961-65).
Budin se je od leta 1926 dalje udejstvoval kot organist in zborovodja v Mirnu. V času fašističnega terorja je ustanovil mladinski moški pevski zbor in z njim stalno poživljal glasbeno in narodno dejavnost na goriškem, nastopal z njim tudi v Gledališču Verdi v in Ljudskem domu Gorici in ob cerkvenih slovestnostih na kvaternico, v mirenski cerkvi, na goriškem gradu, pa tudi 17. septembra 1967 ob slovesnosti 1200-letnice pokristjevanja Slovencev   na Sveti Gori. Občasno je tudi objavljal krajše članke v listih Družina in Primorske novice.